# Quindim
Quindim je populární brazilský pečený dezert. Vyrobený je hlavně z cukru, žloutků a mletého kokosu, často se přidává i vanilka. Je to pudink s lesknoucím se povrchem typické žluté barvy. Nejčastěji se připravuje v malých kruhových formičkách připomínající koblihu. 